# Kaminrock

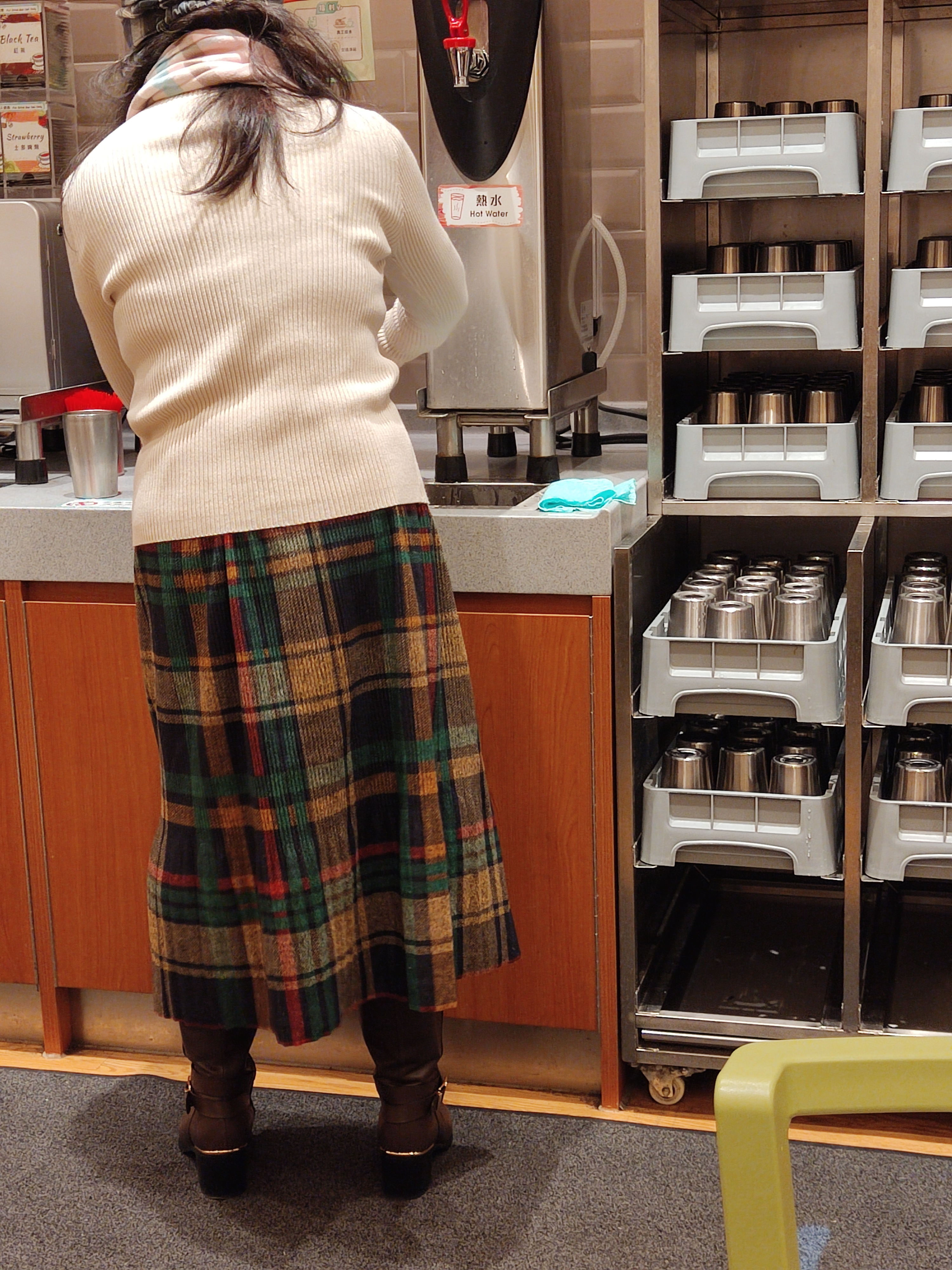
Kaminrock-Variante (Hongkong, 2022)

Ein Kaminrock ist ein langer, wie ein Abendrock geschnittener Damenrock aus Wollstoff. Er reicht bis zu den Fußknöcheln, charakteristisch ist auch, dass er durch einen Verschluss, wie zum Beispiel einen Reißverschluss oder durch Knöpfe, verschließbar ist. Der Duden beschreibt ihn vom Wortsinn her, als „abends zum Sitzen vor dem offenen Kamin getragener bequemer, eleganter langer Rock aus warmem Stoff“.
Das Kaminkleid ist entsprechend ein Kleid mit einem langen Wollrock. Die Modebranche kennt außerdem den Begriff Kaminhemd, ein Hemd, das auf der Straße ohne einen Mantel getragen wird, meist aus Wollflanell mit Karomuster und den Kaminkragen, ein geknöpfter Stehkragen.